# Argyrolepidia ombiranus
Argyrolepidia ombiranus là một loài bướm đêm trong họ Noctuidae.